# Don Fanucci Zet
Don Fanucci Zet, född 19 maj 2016 på Furuby Gård i Enköping i Uppsala län, är en svensk varmblodig travhäst. Han tränas av sin uppfödare och ägare Daniel Redén och körs av Örjan Kihlström. Han har fått sitt namn efter karaktären Don Fanucci i Gudfadern.
Don Fanucci Zet började tävla i juli 2019 och tog första segern direkt. Han har till augusti 2022 sprungit in 13,5 miljoner kronor på 37 starter, varav 22 segrar, 7 andraplatser och 4 tredjeplatser. Han har tagit karriärens hittills största segrar i Elitloppet (2021), Sprintermästaren (2020), Prix Readly Express (2020), Norrbottens Stora Pris (2022), Hugo Åbergs Memorial (2022) och Årjängs Stora Sprinterlopp (2022). Han har kommit på andraplats i Konung Gustaf V:s Pokal (2020), Svenskt Travderby (2020) och Jubileumspokalen (2021).

## Härstamning
Don Fanucci Zet är efter hingsten Hard Livin, som sprang in över 5 miljoner kronor, och undan den ostartade passgångaren Kissed By the West. Tränare Daniel Redén har ett flertal gånger lovordat honom, samt refererat till honom som en helt ny ras, då hans mamma har en passgångarstam. Kissed By the West köptes av Redén på hästauktion i Lexington i Kentucky år 2012.

## Karriär

### Tiden som unghäst
Don Fanucci Zet debuterade den 22 juli 2019 på Färjestadstravet och segrade direkt i debutloppet. Han kördes då av Carl Johan Jepson. Han var obesegrad i sina tre första starter, och tog fyra segrar på sex starter under debutsäsongen. Som fyraåring 2020 kom han på andraplats i Konung Gustaf V:s Pokal på Åbytravet, och segrade i Klass II-final, Prix Readly Express och Sprintermästaren. Vid segern i Sprintermästaren segrade han på tiden 1.09,6, vilket var nytt svenskt rekord.
Efter segern i Sprintermästaren startade Don Fanucci Zet i ett fyraåringslopp på Solvalla, den 10 augusti 2020, där han diskvalificerades för galopp. Nästa start blev den 25 augusti 2020 på Jägersro, i ett uttagningslopp till Svenskt Travderby. I uttagningsloppet slutade han på andraplats bakom Västerbo Lexington. Även i finalloppet den 6 september 2020 slutade han på andraplats, denna gången bakom Hail Mary.

### Tiden som äldre travare
Den 25 april 2021 blev Don Fanucci Zet den andra hästen att bjudas in till 2021 års upplaga av Elitloppet på Solvalla. I kvalheatet lottades ekipaget till spår 8, och slutade på andra plats efter segrande Vivid Wise As. I finalen spurtade Don Fanucci Zet ettrigt till seger. Senare under året var han tvåa i Jubileumspokalen. I Elitloppets final galopperade han direkt bakom bilen innan start. I finalen var han favorit till seger efter att ha slagit Önas Prince i försöket. Under sommaren 2022 har han gjort så kallat rent hus under flera Grupp 1 & 2-löpningar på mycket imponerande sätt. Bland annat vann han Årjängs stora sprinterlopp och Hugo Åbergs Memorial.

## Statistik

### Större segrar
| År   | Lopp                       | Kusk            | Vinstbelopp   | Grupp   |
| ---- | -------------------------- | --------------- | ------------- | ------- |
| 2020 | Sprintermästaren           | Örjan Kihlström | 1 200 000 SEK | Grupp 1 |
| 2020 | Prix Readly Express        | Örjan Kihlström | 400 000 SEK   | -       |
| 2021 | Berth Johanssons Memorial  | Örjan Kihlström | 200 000 SEK   | -       |
| 2021 | Elitloppet (2021)          | Örjan Kihlström | 3 000 000 SEK | Grupp 1 |
| 2022 | Norrbottens Stora Pris     | Örjan Kihlström | 1 000 000 SEK | Grupp 1 |
| 2022 | Årjängs Stora Sprinterlopp | Örjan Kihlström | 600 000 SEK   | Grupp 2 |
| 2022 | Hugo Åbergs Memorial       | Örjan Kihlström | 1 609 000 SEK | Grupp 1 |

### Starter
| Skor fram | Skor bak |

| Skor fram | Skor bak |

| Skor fram | Skor bak |

| Skor fram | Skor bak |

| Skor fram | Skor bak |

| Skor fram | Skor bak |

| Skor fram | Skor bak |

| Skor fram | Skor bak |

| Skor fram | Inga skor bak, ändrat sedan förra start |

| Skor fram | Inga skor bak |

| Skor fram | Inga skor bak |

| Skor fram | Inga skor bak |

| Skor fram | Inga skor bak |

| Skor fram | Inga skor bak |

| Skor fram | Inga skor bak |

| Inga skor fram, ändrat sedan förra start | Inga skor bak |

| Skor fram, ändrat sedan förra start | Inga skor bak |

| Skor fram | Inga skor bak |

| Skor fram | Inga skor bak |

| Skor fram | Inga skor bak |

| Skor fram | Inga skor bak |

| Skor fram | Inga skor bak |

| Inga skor fram, ändrat sedan förra start | Inga skor bak |